# ハーフトップ
ハーフトップとは、下着もしくはスポーツウェアの一種で、タンクトップの上半分からなる下着という意味合いがあることから生まれた和製英語。英語での「Crop top」に相当する。キャミソールの上半分からなる下着であるハーフキャミもあるが、これもハーフトップの一種である。

## 用途
前開きのデザインにするなど、さらに着脱を便利にしたものは授乳期の女性や中高年用としても需要がある。腹部が露出することからタンクトップやTシャツと比べて涼しく動きやすいことから、夏期の下着や陸上競技やエアロビクスなどのスポーツウェアとしても多用される。
ブラジャーと一体化したハーフトップ（ブラトップ〈ブラジャーと一体化したタンクトップも含まれる〉・ハーフトップブラ）がある。ジュニアブラと一体化したハーフトップもあり、ブラジャーを着用しない代わりにブラトップ・ハーフトップブラを着用してもよい。スポーツブラと一体化したスポーツ用のブラトップ・ハーフトップブラもある。

## 構造
素材は下着としてのタンクトップやキャミソールと同様で、伸縮性の高い天竺木綿やリブ生地などが用いられている。素材の伸縮によって身体にフィットさせるため、ワイヤーなどの硬い素材は使わない。乳房部分を含む構造体は一体化しており、ストラップやベルトもほぼ同じ素材が使われる。ベルトの下部は板ゴム紐が縫製され、胴体を巻く。このため、ホックは用いず、前開きでないものはタンクトップと同様にかぶって着脱する。